# Heinrich Cramer
Heinrich Cramer (ur. 17 grudnia 1831 w Montabaur, zm. 16 sierpnia 1893 w Marburgu) – niemiecki psychiatra.